# Herb gminy Biały Dunajec
Herb gminy Biały Dunajec – symbol gminy Biały Dunajec.

## Wygląd i symbolika
Herb przedstawia na tarczy w polu błękitnym srebrną rybę skierowaną w lewo, a nad nią trzy srebrne sześcioramienne gwiazdy, ułożone w kształt trójkąta. Jest to nawiązanie do wizerunku herbu gminy z XIX wieku z drobną zmianą, gwiazdy miały kolor złoty.